# Eugênio Sales
Dom Eugênio de Araújo Sales  (Acari, 8 de novembro de 1920 – Rio de Janeiro, 9 de julho de 2012) foi um Cardeal da Igreja Católica Apostólica Romana e Arcebispo Metropolitano de São Sebastião do Rio de Janeiro.

## Biografia

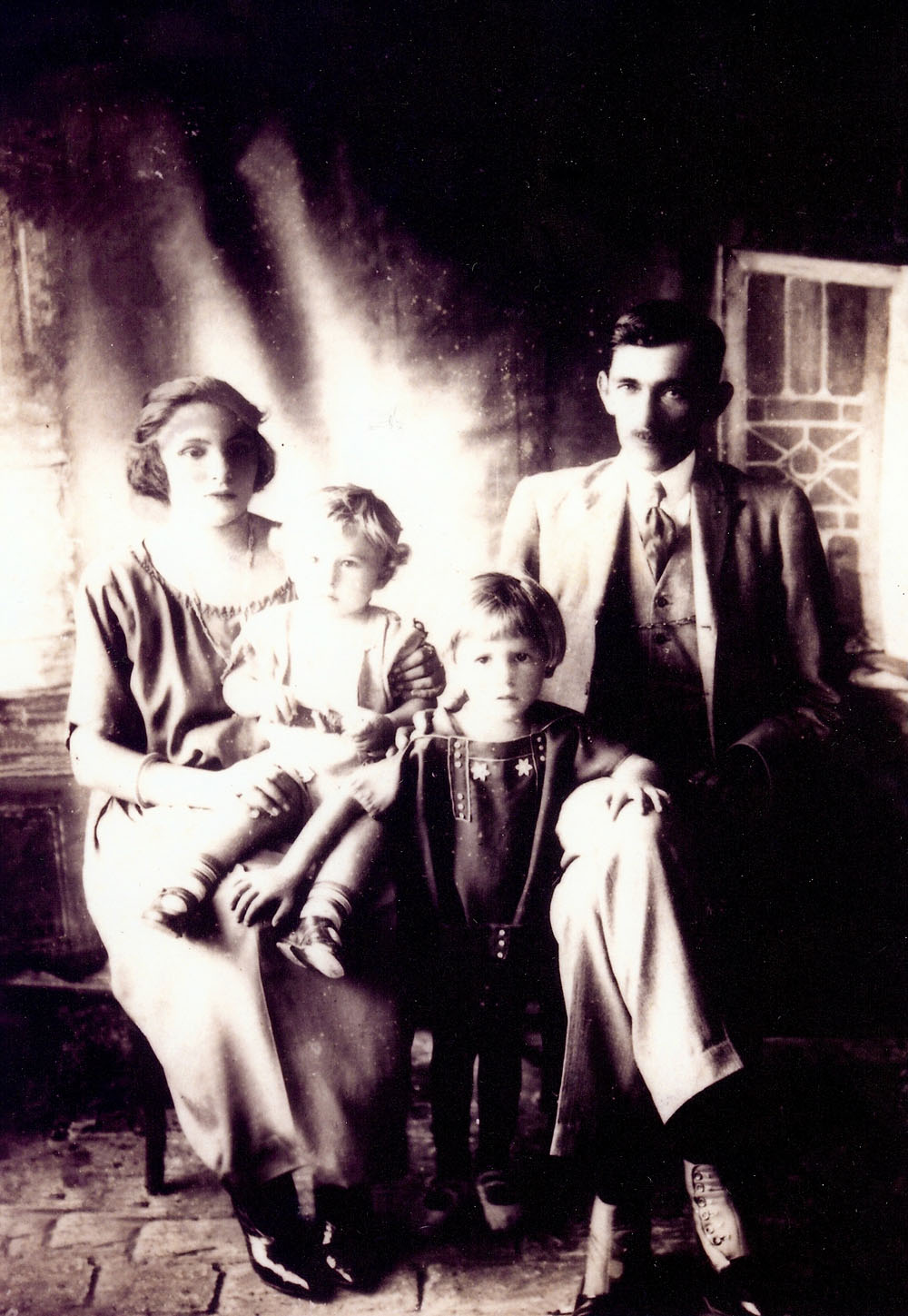
O pequeno Eugênio, ao centro, com os pais e o irmão Sílvio

Filho de Celso Dantas Sales e Josefa de Araújo Sales (Teca) e irmão de Dom Heitor de Araújo Sales, nasceu no interior do Rio Grande do Norte, na Fazenda Catuana, foi batizado na Igreja Matriz de Nossa Senhora da Guia, no município de Acari, no dia 28 de novembro de 1920. De família muito católica, era bisneto de Cândida Mercês da Conceição, uma das fundadoras do Apostolado da Oração na cidade de Acari.
Realizou seus primeiros estudos em Natal, inicialmente em uma escola particular, depois no Colégio Marista e finalmente ingressou, em 1931, no Seminário Menor. Realizou seus estudos de Filosofia e Teologia no Seminário da Prainha, em Fortaleza, Ceará, no período de 1931 a 1943.
Foi ordenado sacerdote pelas mãos de Dom Marcolino Esmeraldo de Sousa Dantas, arcebispo de Natal, no dia 21 de novembro de 1943, dia da Padroeira da Arquidiocese, da Catedral e da Cidade do Natal, na Igreja Matriz de Nossa Senhora da Apresentação - Catedral Metropolitana Antiga.
Ao longo de seus 91 anos de vida, em especial nos 58 anos de episcopado, 30 deles à frente da igreja no Rio de Janeiro, Dom Eugenio Sales, faleceu na noite de segunda-feira, teve um infarto em sua residência no bairro de Sumaré no Rio de Janeiro enquanto dormia no dia 9 de Julho de 2012.
Encontra-se sepultado na Catedral Metropolitana do Rio de Janeiro.

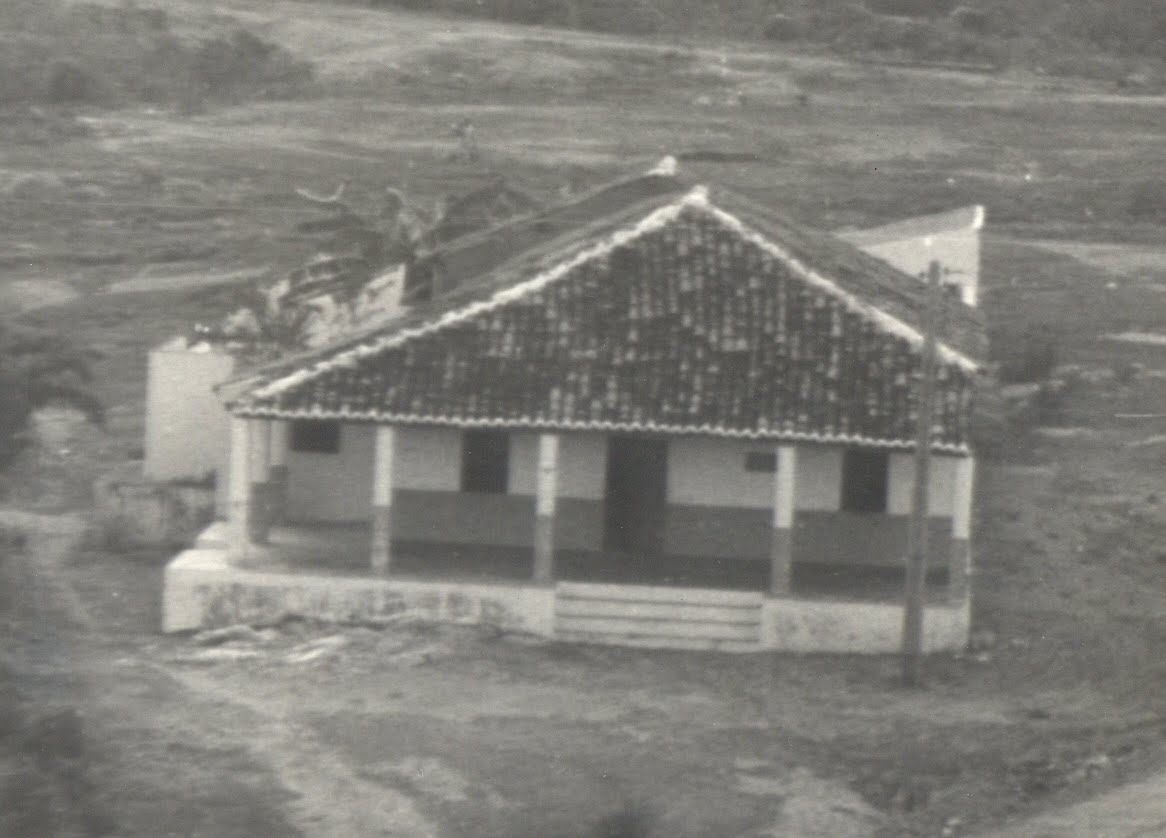
Casa onde nasceu na Fazenda Catuana onde hoje funciona um abrigo de idosos

## Episcopado

Dom Eugênio Sales se reunindo com o Presidente da República, Emílio Médici em 1971.

No dia 1 de junho de 1954, aos 33 anos, foi nomeado bispo auxiliar de Natal pelo Papa Pio XII, recebendo a sé titular de Thibica.
Foi sagrado bispo no dia 15 de agosto de 1954, pelas mãos de Dom José de Medeiros Delgado, Dom Eliseu Simões Mendes e de Dom José Adelino Dantas, na Catedral Metropolitana Antiga (Natal-RN)
Em 1962 foi designado Administrador Apostólico da Arquidiocese de Natal, função que exerceu até 1965, quando da nomeação de Dom Nivaldo Monte.
Em 1964 foi nomeado Administrador Apostólico da Arquidiocese de São São Salvador da Bahia, função na qual permaneceu até 29 de outubro de 1968, quando da sua nomeação a Arcebispo de Salvador e Primaz do Brasil, pelo Papa Paulo VI.

## Cardinalato

Dom Eugênio em 1971.

No consistório do dia 28 de abril de 1969, presidido pelo Papa Paulo VI, Dom Eugênio de Araújo Sales foi nomeado cardeal, do título de São Gregório VII, do qual tomou posse solenemente no dia 30 de abril do mesmo ano. Neste consistório foi também nomeado cardeal o brasileiro Dom Vicente Scherer.
No dia 13 de março de 1971, o Papa Paulo VI o nomeou Arcebispo Metropolitano do Rio de Janeiro, função que exerceu até 25 de julho de 2001, quando sua renúncia foi aceita pelo Papa João Paulo II.

## Lema
Impendam et Superimpendar
Alusão à frase de São Paulo (2 Cor. 12, 15):
Ego autem libentissime impendam et superimpendar ipse pro animabus vestris. Si plus vos diligo, minus diligar?
Quanto a mim, de bom grado despenderei, e me despenderei todo inteiro, em vosso favor. Será que, dedicando-vos mais amor, serei, por isto, menos amado?

## Atividade e contribuições
Quando era arcebispo de Salvador, foi um dos criadores das CEBs (Comunidades Eclesiais de Base) e da Campanha da Fraternidade. Enquanto esteve à frente do Arcebispado do Rio, ordenou 169 sacerdotes, um número recorde, frente às outras Arquidioceses e dioceses brasileiras.
Foi um dos primeiros bispos brasileiros a implantar o Diaconato Permanente, ministério clerical que pode ser concedido a homens casados, segundo a restauração do Concílio Vaticano II.
Sua vida apostólica foi marcada pela defesa da ortodoxia católica. Combateu com firmeza a esquerda católica, a Teologia da Libertação e o engajamento político das Comunidades Eclesiais de Base.
Por outro lado, assumiu a defesa de refugiados políticos dos regimes militares latino-americanos entre 1976 e 1982. Montou uma rede de apoio a estes refugiados juntamente com a Cáritas brasileira e o Alto Comissariado das Nações Unidas para os Refugiados, que consistia em abrigá-los, inicialmente na Sede Episcopal (Palácio São Joaquim) e posteriormente em apartamentos alugados para tal finalidade. Além disto, financiou a estadia destes refugiados até conseguir-lhes asilo político em países europeus. Foram asiladas mais de quatro mil pessoas. Usou sua autoridade para este fim, inclusive enfrentando os militares por diversas vezes. Ao assumir tal tarefa, telefonou para o General Sílvio Frota e disse-lhe: "Frota, se você receber comunicação de que comunistas estão abrigados no Palácio São Joaquim, de que eu estou protegendo comunistas, saiba que é verdade, eu sou o responsável. Ponto final, ponto final". Também atuou junto aos militares na libertação de diversos acusados de subversão.
Também recusou-se a celebrar missa pelo aniversário do Ato Institucional Número Cinco, pedida pelo General Abdon Sena, de Salvador.
Foi um dos brasileiros que mais ocupou cargos no Vaticano: foram 11 cargos nas congregações, conselhos e comissões.
Sua ação social abrangeu a criação de centros de atendimento a portadores de AIDS, a Pastoral Carcerária, um núcleo de formação de líderes na residência do Sumaré.
Em agosto de 1990, Dom Eugênio foi condecorado pelo presidente Fernando Collor com a Ordem do Mérito Militar no grau de Grande-Oficial especial.

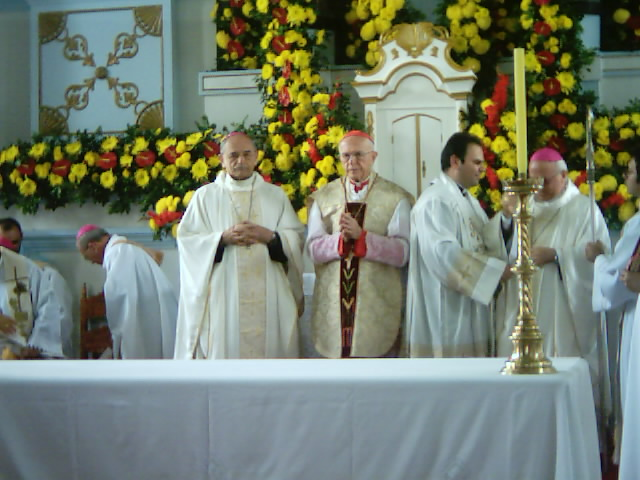
Dom Eugênio, ao lado do irmão, na comemoração dos 50 anos de ordenação episcopal, em missa solene realizada na Igreja Matriz de Nossa Senhora da Guia em Acari-RN.

Sua renúncia foi solicitada em 1997, quando já completara 75 anos. Mas por indulto especial do Papa João Paulo II, seu amigo pessoal, foi autorizado a permanecer à frente da arquidiocese até completar 80 anos. Sua aposentadoria foi finalmente aceita no dia 25 de julho de 2001, quando Dom Eusébio Oscar Scheid, então Arcebispo de Florianópolis, foi nomeado o seu sucessor. Dom Eugênio permaneceu de 25 de julho até 22 de setembro de 2001 como administrador apostólico do Rio, nomeado por João Paulo II.
Em 22 de setembro, na presença de grande número de bispos e sacerdotes, entregou o governo da arquidiocese, através da passagem do báculo a Dom Eusébio, até então não revestido da dignidade cardinalícia, que só viria a obter em 2003. Ainda permaneceu residindo no Rio de Janeiro, no Palácio Apostólico do Sumaré, e permaneceu em funções no Vaticano. Possuiu os títulos de Cardeal Protopresbítero (o mais antigo em idade e/ou nomeação entre os Cardeais Presbíteros) e Arcebispo Emérito (aposentado) da Arquidiocese de São Sebastião do Rio de Janeiro.

## Sucessão
Na Arquidiocese de São Salvador da Bahia, Dom Eugênio de Araújo Sales foi o 23º Arcebispo, sucedendo a Dom Augusto Álvaro da Silva e teve como sucessor Dom Avelar Brandão Vilela.
Na Arquidiocese de São Sebastião do Rio de Janeiro, Dom Eugênio foi o 5º arcebispo, tendo sucedido a Dom Jaime de Barros Câmara e como sucessor Dom Eusébio Oscar Scheid.

## Ordenações

### Ordenações de sacerdotes
- Mons.Agnelo Dantas Barretto (1955)
- Edson de Castro Homem (1977)
- Edney Gouvêa Mattoso (1987)
- Pedro Cunha Cruz (1990)
- Nelson Francelino Ferreira (1990)
- Roque Costa Souza (1994)

### Ordenações episcopais

#### Foi o principal sagrante dos seguintes bispos
- Nivaldo Monte
- Valfredo Bernardo Tepe, O.F.M.
- Miguel Fenelon Câmara Filho
- Silvério Jarbas Paulo de Albuquerque, O.F.M.
- Alair Vilar Fernandes de Melo
- Eduardo Koaik
- Karl Josef Romer
- Carlos Alberto Etchandy Gimeno Navarro
- Celso José Pinto da Silva
- Heitor de Araújo Sales. Irmão de D. Eugênio
- Romeu Brigenti
- Affonso Felippe Gregory
- João d’Avila Moreira Lima
- José Palmeira Lessa
- José Carlos de Lima Vaz, S.J.
- Narbal da Costa Stencel
- João Maria Messi, O.S.M.
- Elias James Manning, O.F.M. Conv.
- Rafael Llano Cifuentes
- Augusto José Zini Filho
- Filippo Santoro
- José Ubiratan Lopes, O.F.M. Cap.

#### Foi co-celebrante da sagração episcopal de
- Manuel Tavares de Araújo
- Epaminondas José de Araújo
- Giovanni Battista Morandini
- Edson de Castro Homem
- Antônio Augusto Dias Duarte
- Edney Gouvêa Mattoso

## Citação
"O egoísmo dominante nos indivíduos e países impede uma justa distribuição dos recursos naturais. Cada um pensa em si e em sua nação, sem atender ao bem comum. Aqui se coloca o empobrecimento do Terceiro Mundo, em benefício dos mais ricos. E, no Brasil, a concentração de riquezas é crescente. Busca-se, em vez de justiça social, a diminuição dos que deveriam igualmente participar desses dons que Deus criou para todos os seus filhos". (Jornal do Brasil, 13/08/1994).

### Colunas permanentes nos jornais
- Jornal do Brasil
- O Globo
- O Dia
- Jornal do Commercio

### Livros
- A Voz do Pastor
- Viver a Fé em um Mundo a Construir